# Fabiano Soares Pessoa
Fabiano Soares Pessoa, noto semplicemente come Fabiano (Rio de Janeiro, 10 giugno 1966), è un allenatore di calcio ed ex calciatore brasiliano, di ruolo centrocampista.

## Palmarès

### Giocatore

#### Competizioni nazionali
- Segunda División: 1

Celta Vigo: 1991-1992